# Mach Rider
Mach Rider è un simulatore di guida a tema post-apocalittico sviluppato da Nintendo e pubblicato nel 1985 per Nintendo Entertainment System. Oltre a ricevere una versione arcade dal titolo VS. Mach Rider, il gioco è stato distribuito tramite Virtual Console per Wii, Nintendo 3DS e Wii U.

## Trama
Mach Rider è ambientato sulla Terra del 2112 nel corso di una invasione aliena.

## Modalità di gioco
In Mach Rider l'omonimo protagonista guida una motocicletta lungo futuristiche autostrade, sconfiggendo i nemici ed evitando gli ostacoli. Il veicolo presenta un cambio manuale a quattro marce.
Il gioco presenta un editor di livelli simile a quello presente in Excitebike.

## Sviluppo
Nel 1972 Nintendo ha distribuito un giocattolo denominato Mach Rider.

## Accoglienza
L'ambientazione del gioco è stata paragonata a quella presente nel film Mad Max oltre la sfera del tuono.